# سياسة إيطاليا
الجمهورية الإيطالية جمهورية برلمانية ديمقراطية بنظام متعدد الأحزاب. يمارس مجلس الوزراء برئاسة رئيس مجلس الوزراء السلطة التنفيذية، بينما تناط السلطة التشريعية في مجلسي البرلمان في المقام الأول وبشكل ثانوي في مجلس الوزراء. السلطة القضائية مستقلة عن السلطتين التنفيذية والتشريعية. إيطاليا جمهورية ديمقراطية منذ 2 يونيو/ حزيران 1946، عندما تم إلغاء النظام الملكي في استفتاء عام. ثم انتخبت جمعية تأسيسية لصياغة الدستور الذي صدر في 1 يناير 1948.
السلطة التنفيذية يمارسها مجلس الوزراء برئاسة رئيس الوزراء، ويشار إليه رسمياً باسم «رئيس المجلس» (Presidente del Consiglio). أما السلطة التشريعية يمارسها البرلمان بغرفتيه ولمجلس الوزراء الحق في تقديم مشاريع القوانين. والسلطة القضائية مستقلة عن السلطتين التنفيذية والتشريعية حيث يرأس المجلس الأعلى للقضاء رئيس الدولة. والرئيس الحالي سيرجيو ماتاريلا ورئيس الوزراء الحالي هو جوزيبي كونتي.

## نظام الحكم
تنص المادة 1 من الدستور الإيطالي: «إيطاليا هي جمهورية ديمقراطية تأسست على العمل. السيادة للشعب ويمارسها الناس في أشكالها وفي حدود الدستور».

### رئيس الدولة
للمزيد رئيس إيطاليا

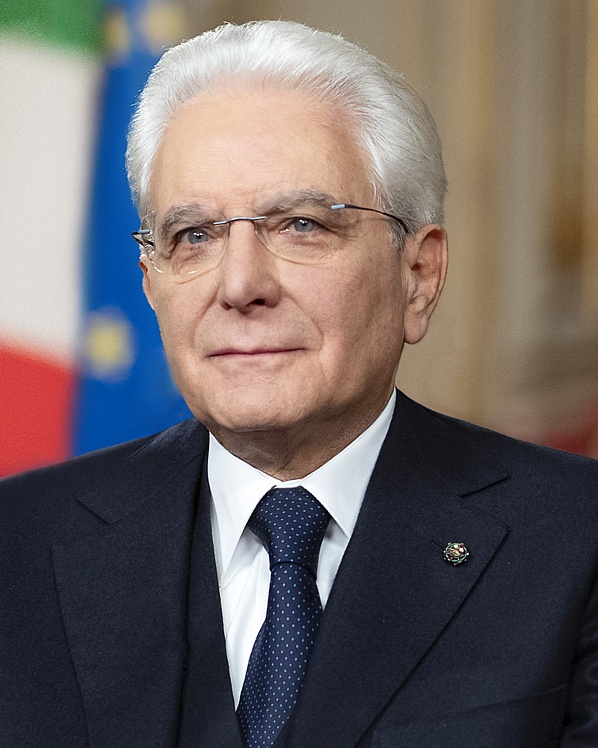
سيرجيو ماتاريلا, رئيس إيطاليا منذ 3 فبراير 2015

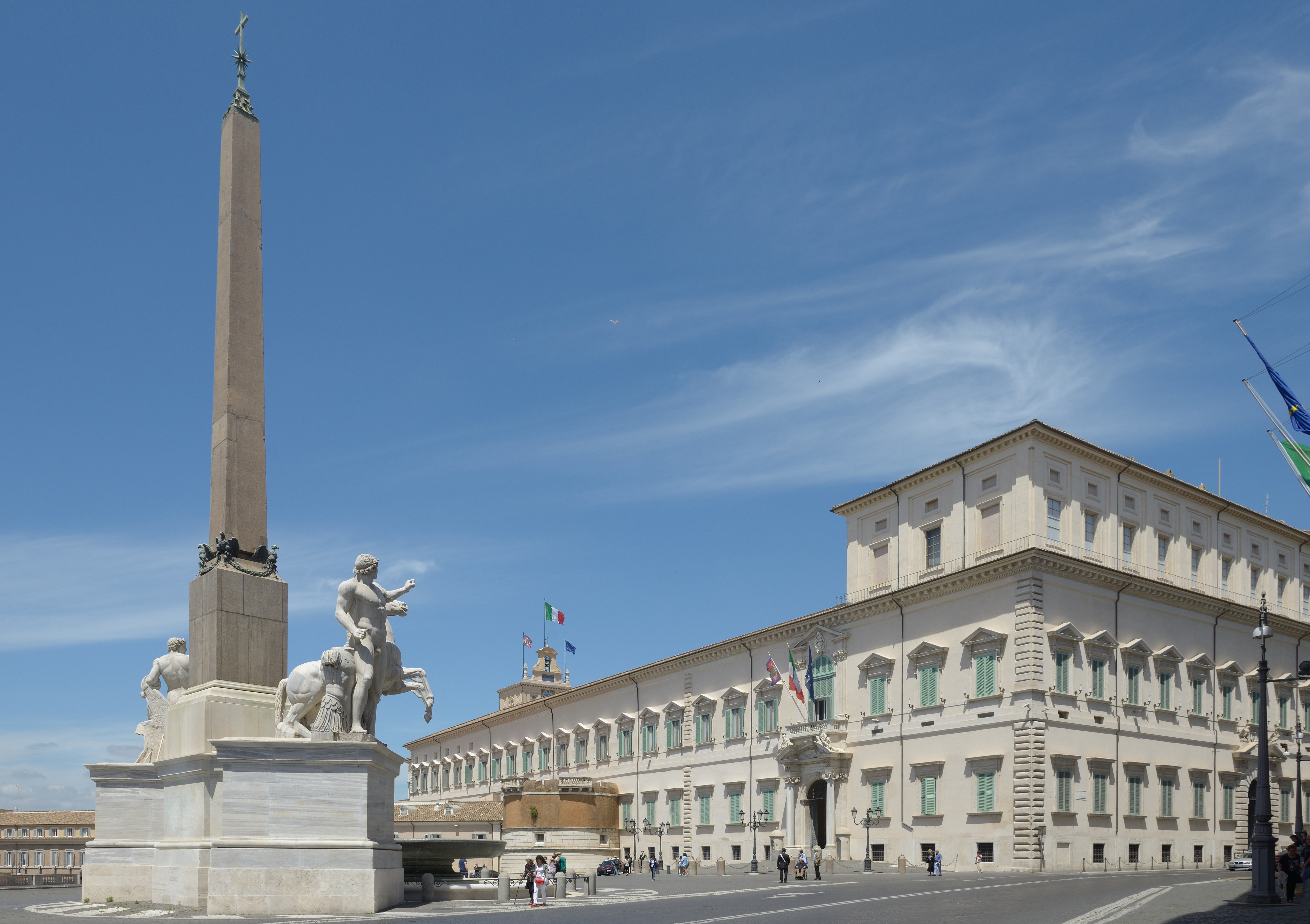
قصر الرئاسة (المقر الرسمي لرئيس الجمهورية)

رئيس الجمهورية الإيطالية (بالإيطالية: Presidente della Repubblica Italiana)‏ هو رئيس دولة إيطاليا ويمثل الوحدة الوطنية وذلك طبقا للدستور الإيطالي. رئيس الجمهورية هو عضو دستوري ينتخبه البرلمان الذي يضم ممثلي الأقاليم٬وتمتد ولاية الرئيس في منصبه لسبع سنوات. ينص الدستور الإيطالي على أن أي مواطن إيطالي قد بلغ سن الخمسين ويتمتع بالحقوق المدنية والسياسية من حقه أن يترشح لمنصب رئيس الجمهورية. سيرجيو ماتاريلا هو رئيس الجمهورية الإيطالية الثاني عشر منذ الثالث من فبراير 2015 ولايزال في منصبه حتى الآن.
من بين صلاحيات الرئيس القدرة على:
- إرسال رسائل إلى البرلمان، والسماح بإدخال مشاريع القوانين المعدة من قبل الحكومة، وإصدار القوانين والمراسيم واللوائح.
- حل غرفتي البرلمان بالتشاور مع رؤسائهما، إلا خلال الأشهر الستة الأخيرة من ولايته ما لم تتزامن تلك الفترة على الأقل جزئياً مع الأشهر الستة الأخيرة من البرلمان.
- الدعوة الي استفتاء عام في ظل ظروف معينة يحددها الدستور.
- تعيين مسئولي الدولة في الحالات التي يحددها القانون.
- اعتماد واستقبال الدبلوماسيين٬ والتصديق على المعاهدات الدولية بعد موافقة البرلمان.
- إصدار إعلانات الحرب التي وافق عليها البرلمان بصفته القائد الأعلى للقوات المسلحة.
- منح العفو وتخفيف العقوبة وإضفاء التمييز الفخري للجمهورية.
- كما يرأس الرئيس المجلس الأعلى للقضاء والمجلس الأعلى للدفاع.

عادة، يحاول الرئيس أن يبقى خارج النقاش السياسي، وأن يكون ضمانة مؤسسية لجميع المشاركين في العملية السياسية. يمكن للرئيس أيضاً رفض التصرفات العلنية المعادية للدستور كحارس للدستور الإيطالي.
لا يتحمل الرئيس المسؤولية عن الإجراءات المتخذة في ممارسة مهامه، باستثناء الخيانة العظمى والخرق للدستور، والتي يمكن للبرلمان بغرفتيه في جلسة مشتركة وبأغلبية مطلقة من أعضائه أن يتهم الرئيس بإحدي هاتين التهمتين.

### السلطة التشريعية
للمزيد اطلع علي برلمان إيطاليا ومجلس النواب الإيطالي ومجلس الشيوخ الإيطالي
رئيس مجلس النواب
رئيس مجلس الشيوخ
بموجب المادة 48 من الدستور التي تكفل الحق في التصويت «يمارس الشعب سلطته من خلال ممثليهم المنتخبين في البرلمان».
والبرلمان له نظام مؤلف من مجلسين ويتألف من مجلس النواب ومجلس الشيوخ ويتم انتخابهم كل خمس سنوات.
يتم انتخاب أعضاء مجلس النواب عن طريق الاقتراع السري المباشر من الناخبين الذين يبلغ عمرهم 18 عاماً أو أكثر. ومجلس النواب يتكون من 630 نائباً، يتم انتخاب 12 منهم في الدوائر الانتخابية خارج إيطاليا٬ ويحق لجميع الناخبين الذين هم في الخامسة والعشرين من العمر أو أكثر في يوم الانتخابات أن يترشحوا للانتخابات.
كما يتم انتخاب أعضاء مجلس الشيوخ بالاقتراع السري المباشر من الناخبين الذين يبلغ عمرهم 25 عاماً أو أكثر. ومجلس الشيوخ يتكون من 315 نائباً، يتم انتخاب ستة منهم في الدوائر الانتخابية خارج إيطاليا. وهناك أيضا عدد من أعضاء مجلس الشيوخ يمتازون بعضوية مدى الحياة مثل الرؤساء السابقين وما لا يزيد عن خمسة مواطنين يعينهم الرئيس تقديراً لإنجازاتهم للأمة. ويحق لجميع الناخبين الذين هم في الأربعين أو أكبر في يوم الانتخابات أن يترشحوا ليكونوا أعضاء في مجلس الشيوخ.

### السلطة التنفيذية
للمزيد اطلع علي رئيس وزراء إيطاليا ومجلس الوزراء ورؤساء الوزراء

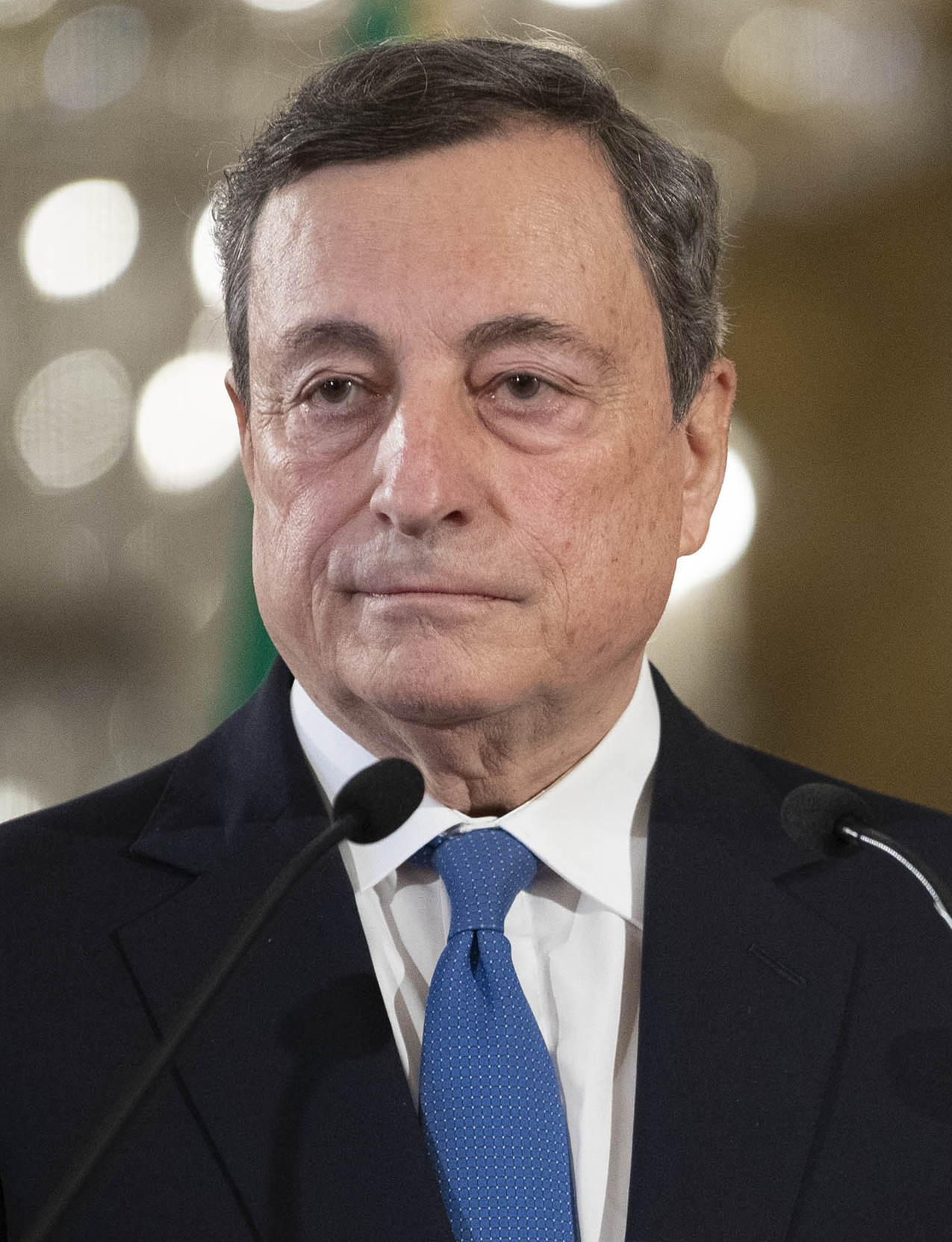
ماريو دراجي
رئيس الوزراء
منذ 2021

ينص الدستور على تشكيل حكومة إيطاليا من رئيس المجلس (رئيس الوزراء) والوزراء، يعين رئيس إيطاليا رئيس الوزراء - وبناء على اقتراحه - الوزراء الذين يشكلون حكومته. وعادة ما يكون رئيس الوزراء المعين هو زعيم ائتلاف الأغلبية الذي فاز في الانتخابات، أو شخصاً أمره الرئيس بتشكيل حكومة وحدة وطنية في البلاد في أوقات الأزمات السياسية. وفي كل الأحوال، يجب على الحكومة أن تحصل على ثقة المجلسين، وبالتالي فإن السلطة التنفيذية تستمد شرعيتها من البرلمان والأغلبية البرلمانية تجبر رئيس الوزراء على الانحناء لإرادتهم.
إذا لم يعد ائتلاف الأغلبية يدعم الحكومة يمكن إقالة رئيس الوزراء بتصويت بحجب الثقة، وعند هذه النقطة يمكن للرئيس إما تعيين رئيس وزراء جديد قادر على تشكيل حكومة بدعم من البرلمان، أو حل البرلمان والدعوة لاجراء انتخابات جديدة. كما يمكن إجراء تعديلات وزارية في حالة افتقار الوزراء إلى دعم البرلمان.
```
في تاريخ الجمهورية الإيطالية، كان هناك تسعة عشر مجلساً تشريعياً (بما في ذلك الجمعية التأسيسية)، وأربع وأربعون رئاسة متتالية، وخمسة وستون حكومة مختلفة.
```

### السلطة القضائية
للمزيد اطلع علي النظام القضائي الإيطالي والمحكمة الدستورية الإيطالية ومحكمة النقض الإيطالية
ينص الدستور على أن العدالة تدار باسم الشعب وأن القضاة يخضعون للقانون فقط. وبالتالي فإن السلطة القضائية هي فرع مستقل تماماً عن جميع فروع السلطة الأخرى، على الرغم من أن وزير العدل هو المسؤول عن تنظيم وأدارة تلك الخدمات المعنية بالعدالة ويقوم بإصدار الإجراءات التأديبية ضد القضاة، وينفذها المجلس الأعلى للقضاء الذي يرأسه الرئيس.
ويستند النظام القضائي الإيطالي على القانون الروماني، والشفرة النابليونية والقوانين اللاحقة. وهو يستند إلى مزيج من أنظمة القانون المدني القائمة على الخصومة والاستجواب، على الرغم من اعتماد نظام التخاصم في محاكم الاستئناف في عام 1988. وتعامل الطعون على أنها محاكمات جديدة، وهناك ثلاث درجات من المحاكمة موجودة. والثالث هو محاكمة شرعية.
لا يوجد سوى مراجعة قضائية جزئية للتشريع بالمعنى الأمريكي. حيث توجد مراجعة قضائية في ظل ظروف معينة تلك التي حددها القانون الدستوري في المحكمة الدستورية، أو Corte Costituzionale ، والتي يمكنها أن ترفض القوانين المناهضة للدستور بعد التدقيق (وفقاً للمادة 134 من الدستور) حيث تصدر المحكمة الدستورية الحكم على:
- الخلافات حول الشرعية الدستورية للقوانين التي تصدرها الدولة والمناطق.
- الصراعات الناشئة عن توزيع سلطات الدولة وتلك الصلاحيات المخصصة للدولة والمناطق وبين المناطق.
- التهم الموجهة ضد الرئيس وحتى عام 1989 الوزراء.

تتألف المحكمة الدستورية من 15 قاضياً، أحدهم رئيس المحكمة الدستورية الإيطالية منتخب من المحكمة نفسها. يتم تعيين ثلث القضاة من قبل رئيس الجمهورية الإيطالية، ويتم انتخاب الثلث من قبل البرلمان ويتم انتخاب ثلثهم من قبل المحاكم العليا العادية والإدارية. تقضي المحكمة الدستورية في دستورية القوانين وقد أنشئت المحكمة الدستورية في المقام الأول «من أجل حماية النظام القانوني وبصورة غير مباشرة كمؤسسة لإثبات الحقوق الأساسية للأفراد». وعموماً لا تملك المحكمة إلا سلطة المراجعة القضائية على «القوانين والتشريعات التي لها قوة القانون التي تصدرها الدولة والأقاليم» (ما يسمى بالتشريع الأساسي في أنظمة القانون المدني) وليست لديها الصلاحية لمراجعة القوانين والأنظمة الإدارية. أو القواعد البرلمانية.
في نوفمبر 2014، قبلت إيطاليا بالاختصاص الإجباري لمحكمة العدل الدولية.